# Carl-Albert Andersen
Carl Albert Andersen (15. srpna 1876, Oslo – 28. září 1951, tamtéž) byl norský sportovec, který se věnoval skokanským disciplínám v atletice a sportovní gymnastice, účastník 2. letních olympijských her 1900 v Paříži a 4. letních olympijských her 1908 v Londýně a olympijských meziher v Aténách 1906. Byl držitelem bronzové medaile ve skoku o tyči z OH 1900 a z gymnastického cvičení družstev z OH 1908.
Andersen byl jedním z nejlepších norských atletů konce 19. století, závodil za klub IF Ørnulf, několikrát vyhrál mistrovství své země ve skoku vysokém a ve skoku o tyči a v obou disciplínách odjel soutěžit roku 1900 na olympiádu do Paříže. Obě disciplíny byly na pořadu 15. července 1900. Byly ovlivněny tím, že nejlepší američtí skokani odmítli závodit v neděli, přesto další dva, kteří nebyli zdaleka specialisty, své soupeře v tyčce porazili (zvítězil Irving Baxter s 330 cm - vyrovnaný OR, druhý Meredith Colket 325 cm), Andersen skončil na 3. místě z osmi účastníků závodu výkonem 320 cm. K soutěži ve skoku vysokém přišlo osm závodníků ze sedmi zemí, i tuto soutěž vyhrál Irving Baxter, Andersen skončil na 4. místě výkonem 170 cm.
Gymnastická cvičení na olympiádě 1908 se prováděla tzv. švédským stylem, které vytvořil Pehr Henrik Ling. Šlo o volné hromadné cvičení družstev o počtu 16 až 40 gymnastů ve 30 minutách, které bylo bodováno maximálně 480 body. Na OH v Londýně vyhráli Švédové (438 b.) před Norskem (425 b.) a Finskem (405 b.).
Na mezihrách v Aténách se cvičilo již v klasickém víceboji, tj. na bradlech, hrazdě, kruzích, na koni a v přeskoku. Víceboj jednotlivců vyhrál Francouz Pierre Paysé, Andersen skončil na děleném 23. místě z 37 účastníků, když se mu nevydařilo cvičení na bradlech.
V tomto článku byl použit překlad textu z článku Carl Albert Andersen na anglické Wikipedii.